# Justicia uxpanapensis
Justicia uxpanapensis är en akantusväxtart som beskrevs av T.F.Daniel. Justicia uxpanapensis ingår i släktet Justicia och familjen akantusväxter. Inga underarter finns listade i Catalogue of Life.